# Термостат
Термостат или термо регулатор је уређај или справа којом се регулише температура грејних система. Најједноставније врсте поседују биметални контакт који се при повећању или смањењу температуре затвара или отвара. Постоје и електронски регулатори који путем сензора дојављују температуру управном систему. Користе се на пример на радијаторима.